# Шиповник кокийримский
Шиповник кокийримский (лат. Rosa kokijrimensis) — кустарник; вид рода Шиповник семейства Розовые; возможно, гибридного происхождения (Rosa fedtschenkoana Regel × Rosa platyacantha Schrenk).

## Ботаническое описание
Кустарник до 1,5 м высотой. Ветви и веточки покрыты прямыми 0,7—1,3 см длиной, парными, к основанию сплюснуто-расширенными шипами.
Листья непарноперистые, с тремя, реже с четырьмя парами боковых листочков и одним верхушечным листочком, равным по величине верхним боковым. Листочки широкоовальные или обратнояйцевидные, закругленные или с небольшим заострением на верхушке (1,0) 1,4—1,7 (2,3) см длины, (0,5) 0,7—1,2 (1,8) см ширины, снизу и сверху голые, по краю пильчато-, реже дважды пильчато-зубчатые с сидячими желёзками на малых зубцах. Ось листа голая с редкими желёзками. Прилистники узкие, вверх направленные, по краю с сидячими желёзками.
Цветки одиночные, реже по два. Венчик жёлтый. Цветоножки 1,5—3,0 см длины с щетинками и редкими стебельчатыми желёзками. Гипантии продолговато-яйцевидные, кверху вытянутые в шейку, на самой верхушке несколько расширенные, покрытые щетинками, реже и стебельчатыми желёзками. Чашелистики цельные 1,7—2,2 см длины, снаружи густо стебельчато-желёзистые, внутри густо опушенные, по отцветании направлены вверх, неопадающие. Зрелые плоды коричневато-красные.
Цветение во второй половине мая — июле. Плодоношение во второй половине августа — сентябре.
От близкого вида Rosa fedtschenkoana Regel отличается более мягкими листочками, жёлтой окраской венчика, перистым, а не цельным, как у Rosa fedtschenkoana, прицветником.

## Распространение и экология
Эндемик Тянь-Шаня. В природе ареал вида охватывает хребты Ферганский, Кок-Ийрим-Тоо, Кавак-Тоо и Узунахматский (Западный и Центральный Тянь-Шань).
Произрастает в древесно-кустарниковом поясе по склонам.